# Céroc
Der Céroc ist ein kleiner Fluss in Frankreich, der im Département Tarn in der Region Okzitanien verläuft. Er entspringt im Gemeindegebiet von Moularès, entwässert generell in westlicher Richtung und mündet nach rund 18 Kilometern im Stadtgebiet von Carmaux als rechter Nebenfluss in den Cérou. Auf seinem Weg quert der Céroc die zu einer Schnellstraße ausgebaute Nationalstraße N88.

## Orte am Fluss
(Reihenfolge in Fließrichtung)
- Bar, Gemeinde Moularès
- Moularès
- Montpieu, Gemeinde Moularès
- Vialanove, Gemeinde Saint-Jean-de-Marcel
- Les Couailles, Gemeinde Sainte-Gemme
- Le Bois Grand, Gemeinde Rosières
- Carmaux